# Fata madrina cercasi
Fata madrina cercasi  (Godmothered) è un film del 2020 scritto da Kari Granlund e Melissa Stacke e diretto da Sharon Maguire.
La pellicola ha come protagonista Jillian Bell nel ruolo di Eleanor.
Il trailer del film è stato pubblicato il 19 novembre 2020. Il lungometraggio è stato distribuito il 4 dicembre successivo sulla piattaforma Disney+.

## Trama
In un mondo magico chiamato Madrinaland esiste una scuola dove le fate madrine studiano per imparare a esaudire i desideri dei loro protetti. La più giovane di loro, Eleanor Fay Bloomingbottom, è la più entusiasta ma anche la più pasticciona. Le fate sono rimaste tuttavia ancorate alle tradizioni del passato (il vero amore, le principesse ecc.), alle quali la gente del giorno d'oggi non crede più. Eleanor scopre un giorno che, a causa della carenza di persone da assistere, la scuola presto chiuderà, e tutte le fate saranno declassate a fatine dei denti. Determinata a evitare la chiusura, la fatina trova tra la posta destinata alle fate la lettera di una bambina di dieci anni, Mackenzie, e decide di correre in suo aiuto. La sua coinquilina, l'anziana Agnes, la avverte che se fallirà o verrà scoperta il portale tra il mondo magico e quello reale sarà chiuso per sempre.
Eleanor finisce nel mondo reale, dove una simpatica camionista la porta a Boston, nel Massachusetts, dove tuttavia scopre con sorpresa che nel frattempo Mackenzie è diventata una madre single quarantenne, che lavora presso la redazione di un network TV che si occupa di notizie insignificanti. Ella, che non crede più alla magia, dapprima considera Eleanor una pazza; successivamente cambierà idea quando la fatina le mostrerà la sua magia. La porta così a casa sua, dove Eleanor incontra le sue due figlie Mia e Jane, nonché sua sorella Paula, che la aiuta a badare alle piccole. Mackenzie è in forte difficoltà a coniugare vita personale e professionale: Jane, la figlia maggiore, pur avendo una splendida voce non riesce a esibirsi a causa di una forte ansia sociale, che potrebbe costarle l'accesso al college. Eleanor si convince intanto che il marito di Mackenzie l'abbia lasciata, e si sente ancora più determinata ad aiutarla.
Il giorno dopo la fatina segue Mackenzie al lavoro, dove incontra i suoi simpatici colleghi tra i quali c'è Hugh Prince, col quale sembra esserci un certo feeling. Per tentare di farli innamorare, Eleanor usa la magia ma combina un guaio e crea un'enorme esplosione colorata nel cielo, che causa inoltre un blackout in tutta la città. La giornata prosegue tra i goffi tentativi della fatina di aiutare la sua protetta, che causano sempre più problemi; alla fine, il video di Eleanor che si lancia nella neve con una slitta diventa virale e fa guadagnare al network numerosi ascolti. In seguito Mia rivela a Eleanor che suo padre, il marito di Mackenzie, non è fuggito ma è morto in un incidente stradale, cosa che ha causato i problemi di Jane; la fatina cerca di aiutarla a superarli cantando in pubblico My Favorite Things, tratta dal film Tutti insieme appassionatamente: la ragazza, acquisendo maggior fiducia in sé stessa, decide di cantare da solista alla parata natalizia della sera seguente. Intanto Mackenzie, resa più ottimista dalla presenza di Eleanor, inizia a farsi bella e a vestirsi meglio; inoltre si avvicina a Hugh, scoprendo che a sua volta lui è divorziato e ha un figlio.
A Madrinaland, intanto, la preside Moira scopre la fuga di Eleanor; Agnes rivela alla sua amica che, se entro la mezzanotte del giorno dopo Mackenzie non avrà trovato il vero amore, perderà i poteri e sarà condannata a rimanere nel mondo reale. Eleanor allora convince Mackenzie a partecipare a un party organizzato dal suo capo Grant, dove cercherà di usare la magia per farla innamorare di Hugh. Tuttavia la fatina non fa che causare problemi, e Mackenzie la rimprovera per come si sta intromettendo nella sua vita. Il loro litigio è ascoltato da tutti i presenti, cosa che porta Grant a pensare che tutti gli scoop di Mackenzie siano stati pianificati con l'aiuto di Eleanor. Pensando di aver perso il lavoro, Mackenzie scaccia Eleanor, che affranta scappa via; Paula, però, s'impegna per rintracciarla. Il giorno dopo, tuttavia, Mackenzie scopre che Grant non intende licenziarla, ma addirittura promuoverla, chiedendole di realizzare altri falsi servizi con Eleanor. Mackenzie rifiuta e viene licenziata per davvero, seguita da Hugh che invece accetta un altro lavoro.
Tornata a casa, Mackenzie scopre che senza Eleanor Jane è ancora preda dell'ansia. Madre e figlie corrono quindi a cercare Eleanor, trovandola insieme a Paula mentre cercano di trasformare una zucca in una carrozza. Le tre dicono alla fatina di avere bisogno di lei: finalmente animata dalla vera voglia di aiutare e non dall'egoismo, Eleanor riesce a far funzionare pienamente i suoi poteri, e trasforma in carrozza una anguria, con cui arrivano in tempo alla parata. Incoraggiata da sua madre, Jane si esibisce ottenendo un grande successo.
Intanto arriva però Moira, venuta per punire Eleanor e riportarla a casa: la preside la sgrida per aver fallito l'ennesima prova. Eleanor allora dimostra di aver aiutato Mackenzie aiutandola a scoprire che il vero amore è quello delle sue figlie e di Paula; allo stesso modo, la fatina spinge il pubblico della parata a dimostrare che il vero amore esiste ancora, ma che ha preso molte e differenti nuove forme. Eleanor dice allora a Moira che le fate madrine saranno sempre richieste, ma che dovranno abbandonare le tradizioni e adeguarsi a questa nuova idea di amore. Moira comprende che le parole di Eleanor sono giuste e che lei sia stata brava: le due lasciano quindi il mondo reale per tornare a Madrinaland.
In un epilogo a cartoni animati, Eleanor è diventata insegnante e spiega ai nuovi studenti come diventare una nuova buona fata madrina.

## Colonna sonora
L'attrice e cantante Jillian Shea Spaeder interpreta due canzoni durante i titoli di coda del film, intitolate Rise Up (Joy to the World) e Hero.